# Leonie Löwenherz
Leonie Löwenherz ist eine deutsche Kinderserie, in welcher sowohl Menschen als auch Klappmaulpuppen spielen. Die Serie entstand von 1991 bis 1993 in einer Kooperation von Penta TV mit HR, SR und SFB. Produzent war Winfried Debertin, bekannt als Schöpfer der Puppenspielreihe Hallo Spencer. In den ersten Folgen wurden zwischen den Spielszenen kurze Sequenzen aus der afrikanischen Tierwelt gezeigt, was in den späteren Folgen allerdings wieder verworfen wurde. Das Titellied wurde von T. Rathjen gesungen. Die Ausstrahlung der 44 entstandenen Episoden erfolgte zunächst nachmittags. Das letzte Mal im Fernsehen gezeigt wurde Leonie Löwenherz 2008 früh morgens im HR-Fernsehen.

## Handlung
Die Hauptfigur der Serie ist die sprechende Löwin Leonie Löwenherz. Gemeinsam mit ihren ebenfalls sprechenden Brüdern Lambert und Ludwig Löwenherz wurde sie von Tierschmugglern in Afrika eingefangen und außer Landes gebracht. In Deutschland kann Leonie ihren Brüdern zur Flucht verhelfen, während sie selbst weitertransportiert wird. Durch einen glücklichen Zufall wird sie aber von dem kauzigen Verhaltensforscher Prof. Laurenz C. Lehmann gerettet, bei welchem sie Unterschlupf und eine Bleibe findet. Lehmann ist zunächst darauf erpicht, den Grund für Leonies Sprachtalent herauszufinden, was der launischen Löwin sichtlich auf die Nerven geht. Zudem gewöhnt sich Leonie nur langsam an das Leben in der Stadt, wodurch es immer wieder zu kleineren Konflikten kommt. Als Leonies Brüder nach einiger Zeit wieder auftauchen, will Laurenz seine Schützlinge nach Afrika zurückbringen, doch er und die drei Löwen haben sich gegenseitig so lieb gewonnen, dass sie sich nicht trennen wollen. Und so bleibt alles beim Alten. Während Leonie im Wintergarten des Professors wohnt, richten sich ihre Brüder in der Garage ein Musikstudio ein. Da Lehmann jedoch Verpflichtungen im Ausland hat und nicht dauerhaft auf die Löwen aufpassen kann, bittet er im Verlauf der Serie seinen Bruder Eddy und seine Haushaltshilfe Tina, dies für ihn zu tun. Später werden die beiden von Architekt Ernst und der Studentin Karen abgelöst. Doch trotz der strengen Aufsicht durch Lehmann und seine Freunde stellen die drei quirligen Löwen immer wieder Unsinn an und sorgen für ständige Aufregung im Hause.  

## Charaktere und Besetzung
Leonie Löwenherz
(Klappmaulpuppe) (Sprecher: Marion von Stengel, Puppenspieler: Karime Vakilzadeh, Gudrun Hermenau, Friedrich Wollweber, Karin Hossfeld, Andrea Schilling)
Leonie ist eine sprechende Löwin. Ihr Markenzeichen sind ihre Schleifchen. Nachdem der Verhaltensforscher Laurenz C. Lehmann sie gerettet und bei sich einquartiert hat, versucht sie sich in ihrer neuen Umgebung zurechtzufinden. Sie wohnt im Wintergarten, den Laurenz extra für sie umbauen ließ.
Lambert Löwenherz
(Klappmaulpuppe) (Sprecher: Nico König, Puppenspieler: Susanne Prinz, Andrea Bongers)
Lambert ist ein sprechender Löwe und Leonies jüngerer Bruder. Sein Markenzeichen ist seine ausladende Mähne. Er hält sich selbst für einen coolen und weltgewandten Typen. Gemeinsam mit Ludwig bewohnt er Lehmanns Garage.
Ludwig Löwenherz
(Klappmaulpuppe) (Sprecher: Jens Wawrczek, Puppenspieler: Joachim Hall, Andrea Schilling)
Ludwig ist ein sprechender Löwe und Leonies jüngster Bruder. Sein Markenzeichen ist ein Knoten in seinem Schwanz. Er ist das kleinste und emotionalste Mitglied der Löwen-Familie. Gemeinsam mit Lambert bewohnt er Lehmanns Garage.
Beo
(Echter Vogel) (Sprecher: Thomas Kisser)
Der Beo ist das Haustier des Professors und wohnt in einem geräumigen Käfig. Mit seinen frechen Sprüchen und ständigen Einmischungen in diverse Gespräche, sorgt er immer für viele Lacher. Mit Leonie verbindet ihn eine Art Hassliebe.
Prof. Laurenz Carolus Lehmann (Henning Schlüter)
Professor Lehmann lebt gemeinsam mit seinem Beo in einem gemütlichen Haus in der Nähe von Hamburg, in der Straße „Auf der Lauer Nr. 4“. Eines Tages rettet er die Löwin Leonie, wodurch sein ruhiges Leben völlig auf den Kopf gestellt wird. Nachdem sich Leonie und ihre Brüder entschieden haben bei ihm zu bleiben, verlässt er diese um im Ausland verschiedene Tierschutz-Projekte zu unterstützen. Er kommt aber gelegentlich für kurze Besuche zurück, um nach dem Rechten zu sehen.
Martina 'Tina' Fechner (Maria Ketikidou)
Tina ist Studentin, Praktikantin im Zoologischen Institut und Haushaltshilfe bei Lehmann. Als sich ihr Freund von ihr trennt und ihr die Wohnung gekündigt wird, zieht sie kurzerhand in das Haus des Professors. Mit Leonie ist sie eng befreundet.
Eduard 'Eddy' Lehmann (Hans Joachim Millies)
Eddy ist der chaotische Bruder von Laurenz. Er ist geschieden und ein Macho wie er im Buche steht. Von Beruf ist er Klempner und außerdem ein erfolgloser Schürzenjäger. Dank Leonie lernt er aber Verantwortung für andere zu übernehmen.
Karen Sönksen (Stephie Kindermann)
Karen ist eine engagierte Studentin und eine Freundin von Tina. Als diese ins Ausland geht, nimmt Karen ihren Platz als Haushaltshilfe bei Laurenz und den Löwen ein. Sie ist sehr dominant und kann im Gegensatz zu Tina nicht gut kochen.
Ernst Damgart (Ernst H. Hilbich)
Ernst ist Architekt und ein guter Freund von Lehmann. Während seine Frau und Tochter in den USA weilen, zieht er mit seinem gesamten Büro zu Karen und den Löwen in das Haus des Professors. Sein Hobby ist eine kleine Funkstation.
Paul Körner (Herbert Tennigkeit)
Paul ist ein begnadeter Reisejournalist und der beste Freund von Laurenz. Doch trotz ihrer Freundschaft herrscht oftmals ein kleiner Konkurrenzkampf zwischen den beiden Forschern. Auf die Entdeckung Leonies ist er ein bisschen neidisch.
Dr. Gertrud Petersen (Micaëla Kreißler)
Gertrud ist die ewige Jugendliebe von Laurenz. Sie ist eine sehr vornehme und eigenwillige Person, die gerne im Mittelpunkt steht. Zu Leonie hat sie ein angespanntes Verhältnis, da Laurenz sich nur noch für die sprechende Löwin interessiert.
Kurze Gastauftritte in der Serie haben u. a.:
Joachim Hall, Werner Berndt, Edgar Hoppe, Till Demtrøder, Uli Krohm, Hannelore Wüst, Oliver Hörner, Hans-Jörg Frey, Claudia Schermutzki und Beate Kiupel

## Episodenliste
1. Die seltsame Kiste
2. Leonie ist weg
3. Das Testament
4. Der Vertrag
5. Revierstreit
6. Pflanzenfresser/Fleischfresser
7. Hilfe muss her!
8. Der Wintergarten
9. Was ist Freundschaft?
10. Eifersucht
11. Sie haben gewonnen
12. Auf und davon
13. Der Parkbesuch
14. Der Zirkus ist da
15. Wiedersehen mit der Familie
16. Casablanca bleibt in Afrika
17. Laurenz muss ins Krankenhaus
18. Laurenz ist verreist
19. Eddy in Not
20. Kleinstadt-Safari
21. Die Spur führt zur Garage
22. Zwei der allerbesten Freunde
23. Geschenke für Laurenz
24. Romeo, oh Romeo
25. Die Vernissage
26. Der Pressetermin
27. Ist das dein Ernst?
28. Oh, mein Kreuz!
29. Ein Geschenk von Gertrud
30. Ein seltsamer Supermarkt
31. Fit wie ein Turnschuh
32. Auch Löwen machen Pause
33. Tuta Bonga Pfauenauge
34. Drachensteigen
35. Weißt du, was hier los ist?
36. Sendung wider Willen
37. Stromausfall
38. Die fünfte Wand im Wohnzimmer
39. Die größte Show der Welt
40. Reden und reden lassen
41. Der Alte kommt
42. Das stinkende Paket
43. Oh Tannenbaum
44. Das Schneegespenst

## Hörspiele
Es erschienen 20 Episoden von Leonie Löwenherz auf 10 Hörspielkassetten unter dem Label Karussell.

## DVD
2017 wurde die komplette Serie in drei Boxen vom Pidax Film- und Hörspielverlag (Alive AG) veröffentlicht. Die im Fernsehen nach dem Abspann noch enthaltenen Heimtier-Tipps sind nicht enthalten.